# حمله با چاقو ۲۰۱۹ پل لندن
در ۲۹ نوامبر ۲۰۱۹، پنج نفر در مرکز لندن با ضربات چاقو کشته شدند، دو نفر به مرگ رسیدند. مهاجم، عثمان خان بریتانیایی، پس از گذراندن مجازات برای جرائم تروریستی ، در سال ۲۰۱۸ با مجوز از زندان آزاد شد.
خان در یک کنفرانس توان بخشی مجرم در سالن Fishmongers حضور داشت که تهدید به منفجر کردن کمربند انفجاری جعلی کرد و با دو چاقو که به مچ بسته شده بود شروع به حمله به مردم کرد و با ضربات چاقو به سینه دو نفر از شرکت کنندگان در کنفرانس را کشت. چند نفر به جنگ برخاستند، بعضی از آنها هنگام فرار از ساختمان و بیرون آمدن به پل لندن، با کپسول آتش‌نشانی و حرکت مشرف به خان حمله کردند و در آنجا توسط مأمور پلیس لباس شخصی خلع سلاح شد. وی تا زمانی که مأموران پلیس دیگر نیامده بودند، افراد را مهار کرده و افراد ممانعت کننده را بیرون کشید و به ضرب گلوله کشته شد.

## زمینه
به مناسبت پنجمین سالگرد «یادگیری با هم»، برنامه ای که توسط مؤسسه جرم‌شناسی کمبریج به صورت همایش برگزار شد، این کنفرانس دربارهٔ توانبخشی مجرم در ۲۹ نوامبر ۲۰۱۹ در سالن Fishmongers، در انتهای شمالی پل لندن، در شهر لندن برگزار شد. مجرمان پس از آزادی از زندان دوباره در جامعه ادغام می‌شوند. «یادگیری با هم» در سال ۲۰۱۴ توسط روت آرمسترانگ و ایمی لودلوو از دانشگاهیان دانشگاه کمبریج از دانشکده حقوق و انستیتوی جرم‌شناسی تأسیس شد تا "افراد را در دادگاه کیفری و موسسات آموزش عالی گردهم آورد تا در کنار یکدیگر به طور فراگیر و تحول آمیز تحصیل کنند و از هم دیگر یاد بگیرند " تا دانش آموزان و زندانیان قادر به همکاری با یکدیگر در جامعه کنند.
زندانی سابق عثمان خان به عنوان یکی از شرکت کنندگان قبلی این برنامه به کنفرانس دعوت شده بود با توجه به شرایط آزادی، ورود او به لندن ممنوع بود، اما برای حضور در همایش یک معافیت یک روزه صادر شد.

## حمله
در ساعت ۱۳:۵۸ روز ۲۹ نوامبر، پلیس پس از تهدید به منفجر کردن سالن، به سالن Fishmongers فراخوانده شد. او که دو چاقوی آشپزخانه را به مچ بسته بود، شروع به چاقو زدن در داخل ساختمان کرد. چندین نفر به مبارزه برخاستند، از جمله یک سرآشپز که در سالن Fishmongers کار می‌کرد و یک مجسه ۱٫۵ متر (۴٫۹ فوت) شبه‌نهنگ تک‌شاخ از دیوار به عنوان سلاح استفاده کرد، و استیون گالانت ، قاتلی محکوم که در کنفرانس آزادی یک روز از زندان آزاد شده بود در برنامه «یادگیری با هم» شرکت کرده بود. خان از سالن همایش فرار کرد و شروع به چاقو زدن عابران پیاده در خارج از ضلع شمالی پل کرد.
چندین نفر قبل از مردم زخمی شدند، از جمله یک راهنمای تور و یک افسر پلیس حمل و نقل انگلیس با لباس شخصی، بعداً او را دید که با چاقو دور می‌شود، خان را روی پل مهار و خلع سلاح می‌کند. یکی از افرادی که برای مبارزه با مهاجم وارد عمل شد با پاشیدن یک کپسول آتش‌نشانی او را عقب راند.
افسران مسلح پلیس شهر لندن در ساعت ۱۴:۰۳ به محل رسیدند و مهاجم در آن زمان توسط یک کارگر ارتباطات وزارت دادگستری که در همایش شرکت کرده بود، محاصره کردند. مأموران قبل از اینکه دو بار شلیک کنند، این فرد را برای شلیک تمیز دور کردند. خان در صحنه فوت کرد.
مشخص شد که یک اتوبوس حمل و نقل برای لندن که در مجاورت محل تیراندازی متوقف شده بود، به شیشه جلو و عقب آن صدمه ای وارد شده‌است، که احتمالاً طبق گفته پلیس متروپولیتن، یک گلوله ریکوشینگ (گلوله ای که به صورت کمان بر می‌گردد) ایجاد کرده‌است.

## قربانیان

جک مریت ۲۵ ساله در سمت راست و ساسکیا جونز ۲۳ ساله در سمت چپ از قربانیان این حمله

سه نفر از قربانیان که با برنامه توانبخشی «یادگیری باهم» دانشگاه کمبریج در ارتباط بودند. دو نفرشان جان باختند و یک نفر زخمی شد. دو نفری که بر اثر ضربات چاقو جان خود را از دست دادند جک مریت و ساسکیا جونز بودند. مریت ۲۵ ساله و فارغ‌التحصیل رشته حقوق و جرم‌شناسی بود که در دانشگاه منچستر و دانشگاه کمبریج تحصیل کرده بود. او به عنوان افسر دولت دانشگاه کمبریج کار می‌کرد و اهل کاتنهام بود. جونز، ۲۳ ساله، دانشجوی سابق دانشگاه آنگلیا راسکین و دانشجوی دانشگاه کمبریج از استراتفورد بود. مریت یک هماهنگ‌کننده دوره برای همایش «یادگیری با هم» بود. مراسم تشییع جنازه مریت و جونز در ۲۰ دسامبر ۲۰۱۹ انجام شد.
دو زن دیگر به شدت زخمی شدند، در حالی که سرآشپزی که مهاجم را متوقف کرد با ضربات چاقو مجروح شد اما از شدت جراحات کمی برخوردار بود.

## مهاجم
مهاجم به نام عثمان خان ۲۸ ساله تبعه انگلیس از استوک-آن-ترنت و از نژاد پاکستانی شناخته شد. به نظر می‌رسد خان پس از گذراندن بخشی از اواخر نوجوانی در پاکستان، بدون هیچ مدرکی مدرسه را ترک کرده‌است. وی برای پلیس شناخته شده بود و با گروه‌های افراطی اسلامگرا ارتباط داشت. در دسامبر ۲۰۱۸ او به‌طور خودکار با مجوز از زندان آزاد شد، جایی که او ۱۶ سال حبس را به جرم تروریسم در حال گذراندن بود و برچسب الکترونیکی داشت.
خان با الهام از القاعده، برای ایجاد اردوگاه تروریست‌ها در زمین خانواده اش در کشمیر و بمب‌گذاری در بورس اوراق بهادار لندن، بخشی از نقشه‌اش بود. به عنوان بخشی از عملیات MI5 (عملیات نوربوری پلیس)، MI5 و پلیس این طرح را مختل کردند و برای خان یک حکم نامشخص صادر شد. از بین ۹ مردی که درگیر شده بودند، خان جوانترین با ۱۹ سال بود و به گفته دادگستری، خان و دو نفر «جهادی جدی تر» از دیگران بودند. در سال ۲۰۱۳، حکم وی پس از تجدیدنظر تجدید صادر شد و به او دستور داده شد که حداقل ۸ سال از محکومیت جدید ۱۶ ساله خود را با ۵ سال مجوز تمدید شده به احضار مجدد در زندان بگذراند.
طبق گروه ضد افراط گرایی Hope not Hate، خان یکی از طرفداران ال-مهاجیرون بود، یک گروه افراطی که تعداد زیادی تروریست با آن درگیر بودند. وی دانش آموز و دوست شخصی انجم چودری، اسلامگرا و حامی تروریسم بود. خان قبلاً در همایش «یادگیری با هم» شرکت کرده بود.
معاینه پس از مرگ، شواهدی از "استفاده گاه به گاه کوکائین " توسط خان را نشان داد.

## عواقب
خبر این حمله لحظاتی زنده پس از وقوع آن در کانال خبری بی‌بی‌سی توسط یکی از خبرنگاران آن، جان مک مأنوس، که شاهد درگیری اعضای عمومی با خان هنگام عبور از پل بود، شنیده شد و صدای شلیک دو تیر توسط مأموران پلیس را شنید. مک مأنوس گفت که وی اطمینان دارد بیش از دو شلیک در جریان این حادثه انجام شده‌است. پلیس، آمبولانس و آتش‌نشانی در صحنه حاضر شدند و یک حادثه بزرگ اعلام شد. یک طناب بزرگ پلیس در این منطقه ایجاد شد و به ساکنان گفته شد که از اینجا دور بمانند. پلیس پس از حمله هم ایستگاه‌های بانک و مانیمنت و هم ایستگاه پل لندن را بست. پلیس گزارش داد که اطلاعات قبلی در مورد حمله وجود نداشته‌است.
نخست‌وزیر، بوریس جانسون، پس از مبارزات انتخاباتی در حوزه انتخابیه خود برای انتخابات عمومی پیش رو، پس از این حادثه به خیابان داونینگ بازگشت. جانسون «شجاعت بی حد و حصر» نیروهای اورژانس و مردم را ستایش کرد و ادعا کرد که هرکسی که در این حمله دست داشته باشد «شکار خواهد شد». صادق خان، شهردار لندن، از خدمات اضطراری و افراد عمومی که در مهار مهاجم کمک کردند، تشکر کرد و گفت آنها «قهرمانی نفس گیر» از خود نشان داده‌اند. حزب محافظه کار، حزب کارگر و حزب لیبرال دموکرات به‌طور موقت تبلیغات انتخاباتی خود را در لندن به حالت تعلیق درآوردند. انتخابات پارلمانی hustings رویداد برنامه‌ریزی شده در کلیسای بزرگ سنت ماری در کمبریج در تاریخ ۳۰ نوامبر لغو شد و به جای آن، یک شب زنده داری برای یادبود قربانیان این حمله برگزار شد.
پس از حمله، کرسیدا دیک، کمیسر پلیس متروپولیتن، بیانیه ای را توصیف کرد. وی گفت که حضور پلیس در خیابانها افزایش خواهد یافت و کوردونها در منطقه پل لندن همچنان پابرجا خواهند ماند. از عموم مردم تقاضا شد که هرگونه شواهد یا اطلاعات فیلم یا تصویری را که می‌تواند به تحقیق کمک کند، ارائه دهند.
در پاکستان ، انتشار خاستگاه پاکستانی خان توسط روزنامه برجسته Dawn غیر وطن پرستانه و افترا آمیز تلقی شد و منجر به تظاهرات خواستار به دار آویخته شدن ناشر و سردبیر شد.
دولت اسلامی عراق و شام (داعش) مسئولیت این حمله را بر عهده گرفت. آژانس خبری آن، اعماق، ادعا کرد که عثمان خان یکی از مبارزان آن بوده‌است. نماز غسل میت برای خان در مسجدی در بیرمنگام برگزار شد و وی در پی مخالفت با دفن وی در انگلیس توسط مسلمانان محلی در استوک زادگاهش، در دهکده اجدادی خانواده اش در پاکستان به خاک سپرده شد.

### تحقیقات
پل لندن تا ساعات اولیه دوشنبه بعد برای تحقیقات پزشکی قانونی در محل بسته بود. دو ملک در استافورد، محل زندگی خان و استوک-آن-ترنت توسط پلیس جستجو شد.
دادرسی در ۴ دسامبر در دادگاه جنایی مرکزی (اولد بیلی) لندن آغاز شد و پس از آن موکول شد. جلسه دادرسی بررسی قبل از تحقیق در اولد بیلی در ۱۶ اکتبر ۲۰۲۰ برگزار شد. یک تحقیق کامل در مورد مرگ مریت و جونز برای آوریل ۲۰۲۱ برنامه‌ریزی شده‌است، و بعد از آن پرونده خان برگزار خواهد شد، تحت نظارت پزشک قانونی. اداره مستقل رفتار پلیس در حال تحقیق دربارهٔ تیراندازی است. در تحقیقات جداگانه پلیس استافوردشایر نیز تحت نظارت IOPC قرار دارد.

### حق سلطنتی برای استیون گالانت
حق سلطنتی رحمت توسط صدراعظم پروردگار به نمایندگی از ملکه در ماه اکتبر سال ۲۰۲۰ به استیون گالانت اعطا شد، وزارت دادگستری گفت که این «به رسمیت شناختن اقدامات فوق‌العاده و شجاعانه او در تالار است که به نجات جان مردم کمک کرد علی‌رغم خطر بزرگی که برای خود وی وجود داشت». اگرچه هیئت مشروط هنوز باید در مورد آزادی وی تصمیم بگیرد، اما گزارش شد که پس از مداخله ملکه بعید است پرونده وی رد شود. خانواده‌های مریت و مقتول، اقدام وی را به دلیل قهرمانانه و تلاش‌ها برای به حطر انداختن زندگی اش ستایش کردند.